# Roderather Marmor

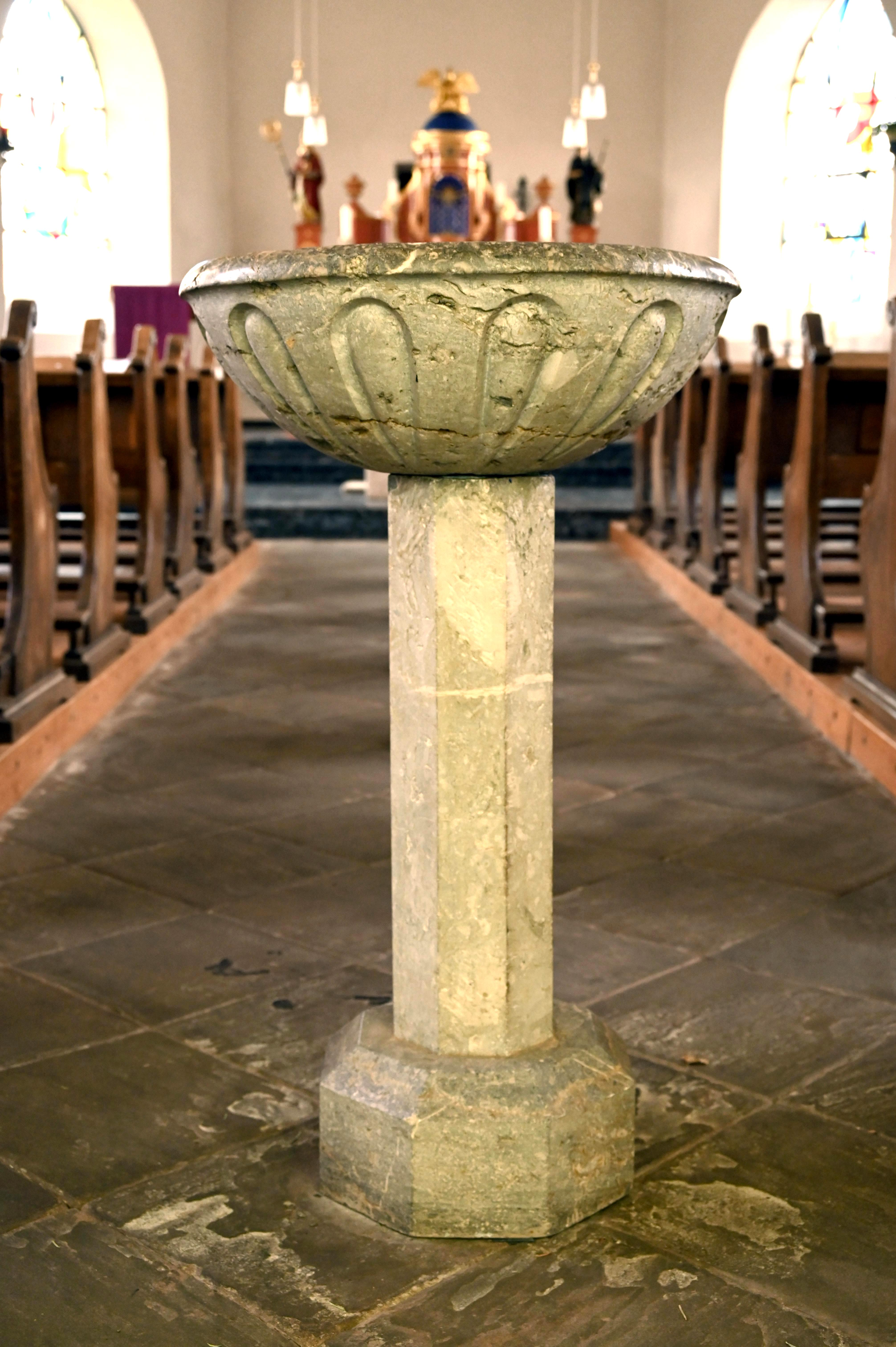
Taufbecken aus Rotheroder Marmor in der Kapelle St. Maternus und St. Antonius in Roderath

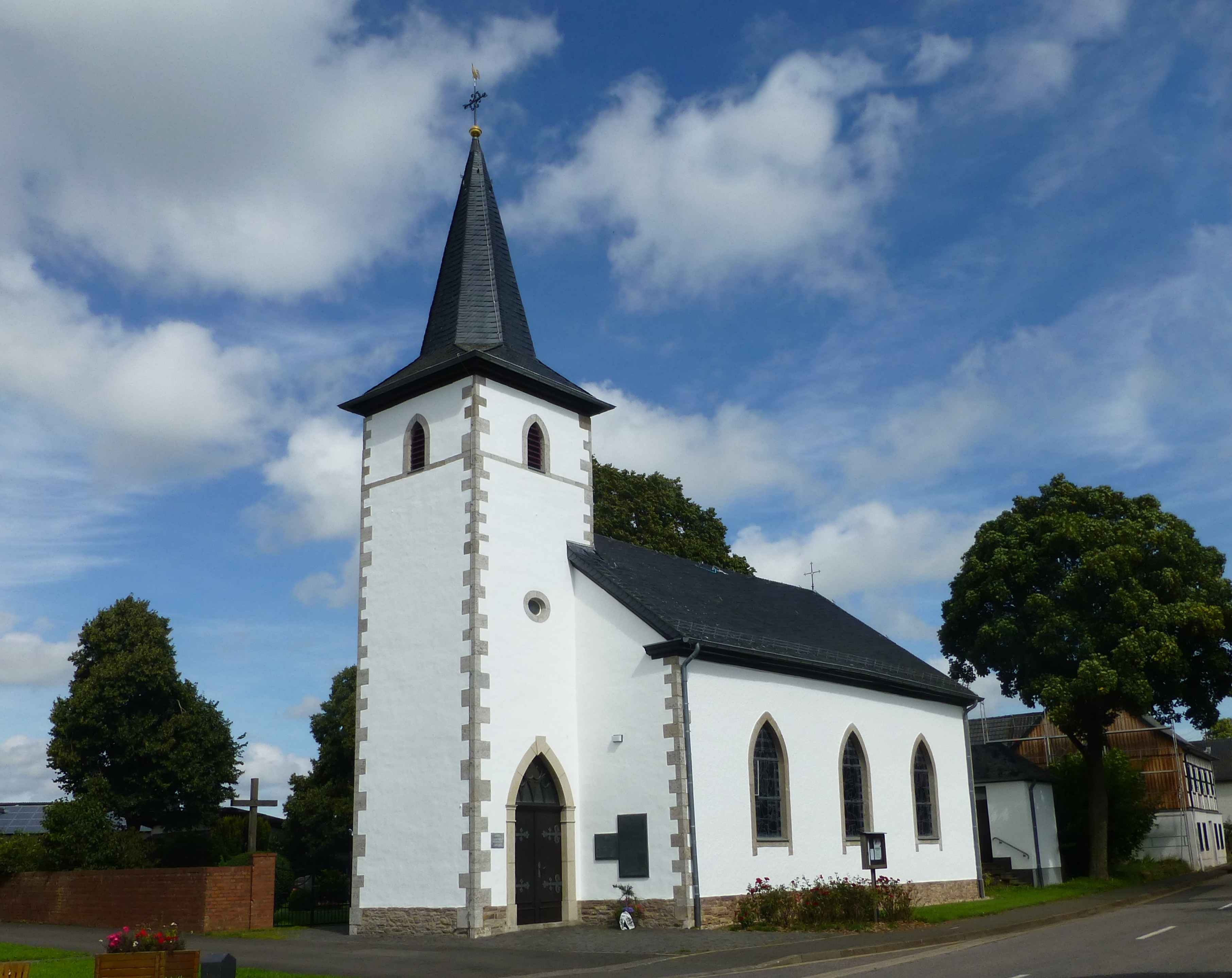
Kapelle St. Maternus und St. Antonius mit Sockel und Ecksteinen aus Roderather Marmor

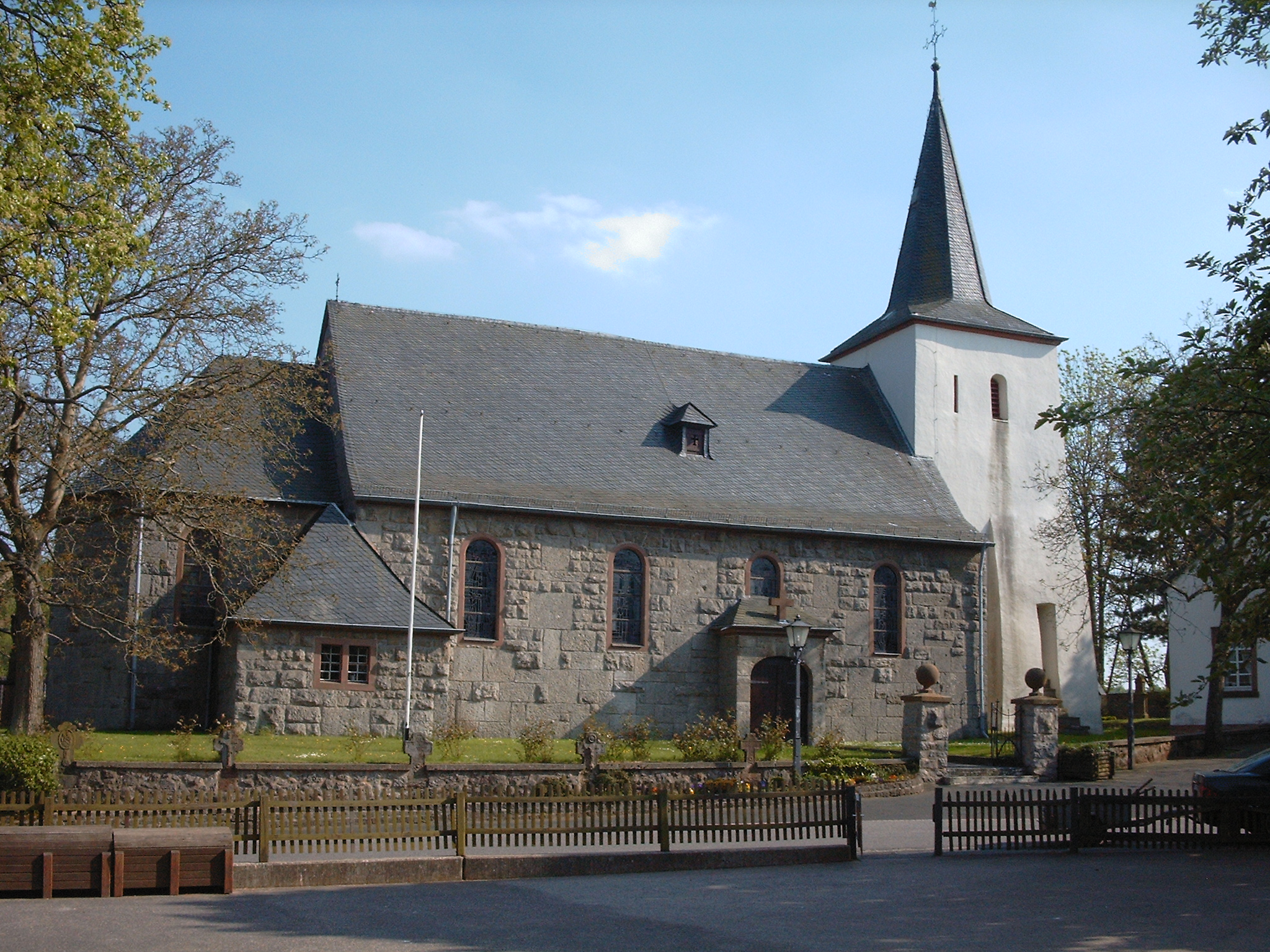
Kirche St. Margarete in Frohngau mit deutlich erkennbar hervortretenden, bossierten neben geglätten Werksteinen in der Fassade

Roderather Marmor, auch Roderater Eifelmarmor oder auch kurz Eifelmarmor genannt, ist ein dichter Kalkstein. Nach Belegen erfolgte ab Mitte des 19. Jahrhunderts ein Abbau dieses Gesteins. Im Jahr 1911 wurde der Steinbruch kommerzialisiert und im Jahr 1913 aufgelassen und verwilderte. Der Steinbruch liegt in der Eifel südlich von Roderath (heute ein Gemeindeteil von Nettersheim) in Nordrhein-Westfalen.

## Entstehung
Entstanden ist der Roderather Marmor vor circa 390 Millionen Jahren im Unteren Mitteldevon, auch Eifelium genannt. Das Gesteinsvorkommen bildete sich seinerzeit südlich des Äquators, wo das Klima damals sehr warm war. Es bildeten sich am Boden eines flachen, tropisch-warmen Meeres große Korallenriffe aus Korallen, Schwämmen und zahlreichen anderen Organismen. Kalkschlamm und Riffschutt im Meer lagerten sich ab und es bildeten sich mehrere hundert Meter mächtige Schichtfolgen.
Die Ablagerungen wurden vor etwa 310 Millionen Jahren im Oberkarbon zu einem Gebirge aufgefaltet, das durch die Erosion abgetragen wurde. Erhalten blieben nur die Senke der Eifeler Kalkmulden. Der Roderather Steinbruch liegt in der Engelgauer Teilmulde, dem nördlichsten Ausläufer der Blankenheimer Kalkmulde.
Massenhaft treten im Roderater Marmor Stielglieder von Seelilien (Crinoiden) auf. Korallen, Stromatoporen, Schnecken, Dreilappkrebse und Armfüßer kommen vor wie auch Reste von Schuppen, Zähnen und Knochenplatten, die von Stachelhaien, Quastenflossern und Panzerfischen stammen.
Es handelt sich um ein hellgraues bis mittelgraues, teilweise rötliches Gestein.

## Name Eifelmarmor
Roderather Marmor, auch Rotherather Eifelmarmor genannt, ist reich an Fossilien, lässt sich polieren und wurde vor allem als Werkstein verwendet. Mit dem Roderather Marmor ist der ebenso fossilienreiche rötliche Urfter Marmor verwandt, der auch Urfter Eifelmarmor genannt wird. Im geologischen Sinn sind beide Gesteine allerdings keine Marmore. Marmore werden durch hohe Hitze und hohen Druck gebildet, dabei wandeln sich carbonatreiche Gesteine in Marmore mit einer kristallinen Struktur um. Diese „Eifelmarmore“ sind Ablagerungsgesteine bzw. Kalksteine. Nur diese beiden Kalksteine werden in der geologischen Literatur auch „Eifelmarmor“ genannt.

## Verwendung
Roderath

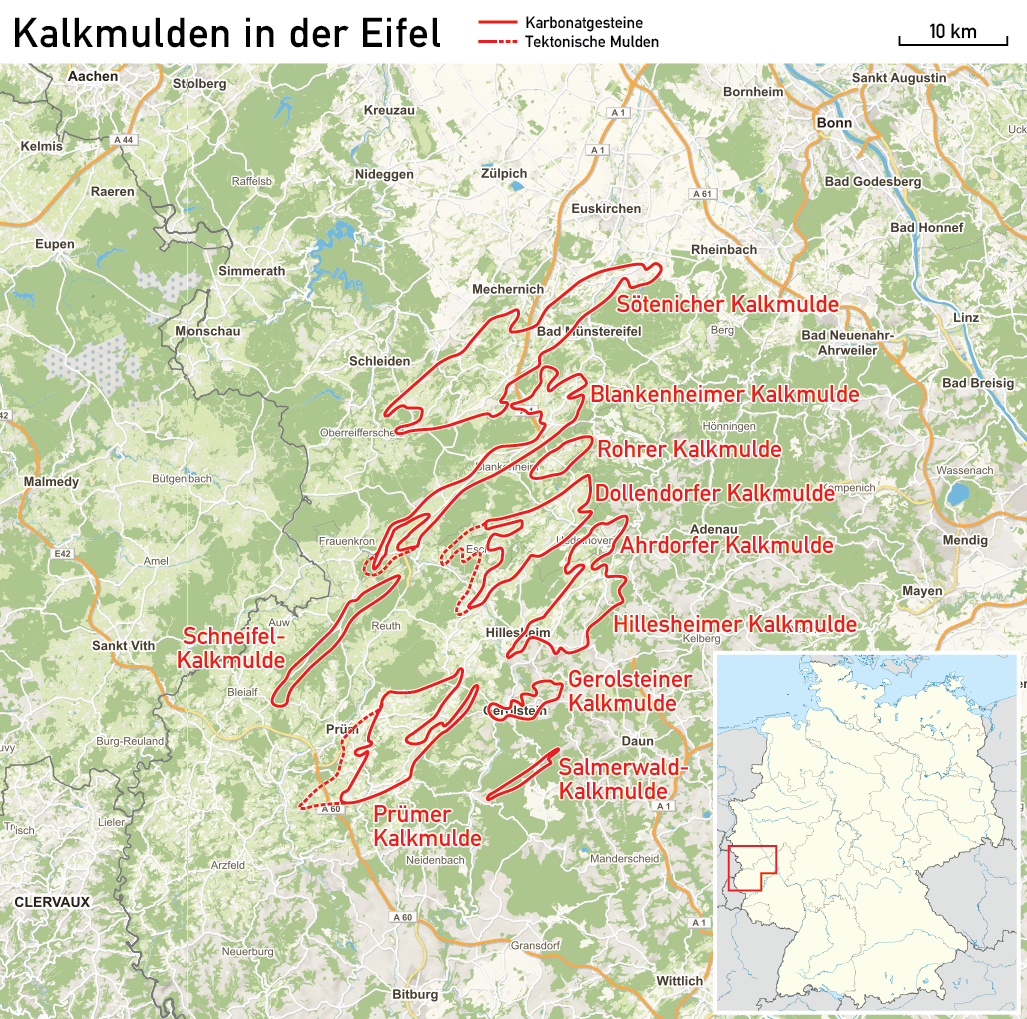
Lagekarte der Kalkmulden in der Eifel

Der Roderather Marmor hatte vor allem regionale Bedeutung. Beim Bau der Kapelle St. Maternus und St. Antonius in Roderath wurde er als Werkstein für die Ecksteine, das Fenstergewände, den Taufstein und das Weihwasserbecken verwendet. Bei der 1850 gebaute Kapelle Sankt Antonius in Roderath fand dieser regionale Marmor am Sockel, an den Fenstergewänden wie auch an den Eckquaderungen von Schiff und Kirchturm Verwendung.
Frohngau
In der Nachbargemeinde Frohngau, die etwa 2,5 Kilometer vom Steinbruch entfernt liegt, wurde Roderather Marmor beim Bau der Kirche St. Margarete verbaut, wo die Fossilien unschwer an der Fassade des Kirchenschiffs erkannt werden können. Zum Bau der Wegekapelle „Am weißen Kreuz“ wurde dieser Naturstein ebenfalls verwendet.
Eine überregionale Verwendung des Steinmaterials ist wenig belegt. Er wurde sicherlich an der Pfarrkirche in Pesch, ein Stadtteil von Köln, und möglicherweise in weiteren Stadtteilen, verbaut.

## Sonstiges
An das Gesteinsvorkommen erinnert am westlichen Ortseingang von Roderath ein Plateauwagen, auf dem die Steinblöcke auf einer Lorenbahn aus dem Steinbruch gezogen wurden. Anschließend wurde die Rohblöcke auf Pferdewagen verladen und weiter transportiert.
Heute befindet sich (Stand: 2023) zwischen Roderath und Holzmülheim ein industrieller Steinbruch, in dem Kalksteinsplitt abgebaut wird.